# 섭관정치
섭관정치(摂関政治 셋칸세이지[*])란 헤이안 시대에 후지와라 북가의 요시후사류 일족이 대대로 섭정과 관백 또는 내람직을 독점하면서 천황의 대리인을 명목으로 정치 실권을 독점하던 정치 형태이다.

## 같이 보기
- 섭관
- 섭가
- 태합